# Platystoma tegularum
Platystoma tegularum är en tvåvingeart som beskrevs av Friedrich Hermann Loew 1859. Platystoma tegularum ingår i släktet Platystoma och familjen bredmunsflugor. Inga underarter finns listade i Catalogue of Life.